# Roberto Nanni
Roberto Antonio Nanni (20 de agosto de 1981; Azul, Buenos Aires, Argentina) es un exfutbolista y entrenador argentino. 
Desde diciembre de 2018 es gerente deportivo del Club Cerro Porteño de Paraguay.

## Trayectoria

### Inicios
Nacido en Azul, Provincia de Buenos Aires, Nanni llegó a las inferiores de Vélez, proveniente de Alumni Azuleño, muy joven y desde la cantera del club comenzó a demostrar sus cualidades como futbolista.
Sus virtudes son el olfato goleador que lo llevó a convertir una buena cantidad de goles, sobre todo en Vélez y Cerro Porteño, y el cabezazo, ítem en el cual se hace fuerte mediante su altura tanto para convertir goles como para defender en su propia área.

### Vélez Sarsfield
Surgido de una de las canteras más importantes del fútbol argentino, el Flaco debutó en el año 2001 con la camiseta del Fortín.
Al poco tiempo logró consolidarse en Primera División y estuvo muy cerca de consagrarse como goleador del Clausura 2003. En ese certamen hizo 15 tantos y lo terminó pasando en la tabla de máximos artilleros Luciano Figueroa, de Rosario Central, que hizo 5 goles en la última fecha ante Boca, que formaba ese día un equipo de juveniles.
Ese certamen fue muy especial para el Pistolero, dado que Vélez terminó 3° tras hacer un gran papel y también porque en la fecha 2 de ese torneo el equipo que por ese entonces comandaba Carlos Ischia derrotó a River con gol de Nanni. Ese día, Vélez volvió a ganar después de 12 años en el Monumental.
La primera etapa de Nanni en el club de Liniers se cerró con 38 goles en 74 encuentros, gran número.

### Europa
A mediados de 2003 se confirma su venta al Dinamo de Kiev en unos 5 millones de euros.
Si bien su venta a Ucrania fue buena en lo económico, su paso por el fútbol europeo tuvo más pálidas que buenas. Desde el Dinamo fue cedido al Almería de España, al Siena, al Messina (compartió equipo con Antonio Nocerino) y al Crotone, todos estos de Italia.
Entre medio de estas cesiones, se frustró su llegada en 2006 a San Lorenzo. El delantero, que ya había firmado su contrato, se terminó desvinculando antes de debutar por diferencias con el director técnico: Oscar Ruggeri. Esa fue la versión que hizo circular su representante, pero desde San Lorenzo manifestaron que la razón fue que se advirtieron problemas físicos graves en el jugador, que no se habían detectado en la revisación médica de rigor. De hecho, poco tiempo después fue ofrecido a varios otros clubes argentinos, pero -a pesar de que meses antes parecía un refuerzo atractivo- ninguno decidió contratarlo: entre estos estuvo Newell's Old Boys, cuyo entrenador Nery Pumpido rechazó a Nanni también por problemas físicos.

### Regreso a Vélez
Luego de quedarse en libertad de acción, el goleador volvió a Vélez durante la temporada 2008/09. El Flaco se coronó campeón con el Fortín del Clausura 2009. En ese torneo metió un gol: fue en la 2° fecha en la igualdad ante Argentinos como local.
Cerró esta etapa con 1 solo gol en 20 encuentros: 9 en el Apertura 2008 y 11 en el Clausura 2009.

### Cerro Porteño
A mediados de 2009 firma con Cerro Porteño,  de Paraguay.
En su primer semestre en el Ciclón de Barrio Obrero llegó a las semifinales de la Copa Sudamericana 2009
A fuerza de goles y buenas actuaciones, el Pistolero se metió a los hinchas del equipo de Asunción en el bolsillo. Su paso por Cerro Porteño fue muy importante y fructífero.
El Flaco se fue del club paraguayo a mediados de 2013 siendo goleador del Clausura 2010 con 12 tantos y también de la Copa Libertadores 2011 con 7 goles.
Además, fue campeón del Apertura 2012, el 29° título en la historia del club paraguayo.
El delantero abandonó la institución con 59 goles, siendo el 4° máximo artillero en la historia de Cerro Porteño, por detrás de Virgilio Ferreira, Julio Dos Santos y Érwin Ávalos

### Tercera etapa en Vélez
Tras un efímero paso por el Atlante de México, donde estuvo solo 6 meses, el Flaco selló su regreso a Vélez Sarsfield para afrontar el primer semestre del año 2014.
El Pistolero firmó por 6 meses, con opción de renovar por un año más.

### Cúcuta de Colombia
En 2016, firmó para el Cúcuta Deportivo de Colombia, para jugar en la B, donde a duras penas jugó en cinco encuentros dado su bajo nivel deportivo y las lesiones.

### Nacional de Paraguay
Tras arreglar su salido con el Cúcuta el 19 de julio del 2016 firma con Club Nacional de Paraguay por 1 año.

### Retiro
Las constantes lesiones del jugador lo llevaron a tomar la decisión de retirarse una vez terminado el Torneo Apertura 2017 fecha que también terminaba su vínculo con Nacional.

## Clubes

### Como jugador
- Actualizado al 8 de julio de 2017

| Club             | País      | Año         | Partidos | Goles |
| ---------------- | --------- | ----------- | -------- | ----- |
| Vélez Sarsfield  | Argentina | 1999 - 2003 | 74       | 38    |
| Dinamo de Kiev   | Ucrania   | 2003 - 2004 | 14       | 2     |
| Almería          | España    | 2004 - 2005 | 12       | 5     |
| Siena            | Italia    | 2005 - 2006 | 9        | 1     |
| Messina          | Italia    | 2006 - 2007 | 6        | 1     |
| Crotone          | Italia    | 2007 - 2008 | 8        | 2     |
| Vélez Sarsfield  | Argentina | 2008 - 2009 | 20       | 1     |
| Cerro Porteño    | Paraguay  | 2009 - 2013 | 147      | 59    |
| Atlante          | México    | 2013 - 2014 | 9        | 3     |
| Vélez Sarsfield  | Argentina | 2014 - 2015 | 11       | 2     |
| Cúcuta Deportivo | Colombia  | 2016        | 5        | 1     |
| Nacional         | Paraguay  | 2016 - 2017 | 6        | 3     |

### Como entrenador
| Club                         | País      | Año         |
| ---------------------------- | --------- | ----------- |
| Cerro Porteño (inferiores)   | Paraguay  | 2018        |
| Vélez Sarsfield (inferiores) | Argentina | 2022 - 2024 |

### Como gerente deportivo
| Club          | País     | Año  |
| ------------- | -------- | ---- |
| Cerro Porteño | Paraguay | 2019 |

## Palmarés

### Títulos nacionales
| Título                       | Club            | País      | Año    |
| ---------------------------- | --------------- | --------- | ------ |
| Liga Premier                 | Dinamo de Kiev  | Ucrania   | 2004   |
| Primera División             | Vélez Sarsfield | Argentina | C-2009 |
| Primera División de Paraguay | Cerro Porteño   | Paraguay  | A-2012 |

### Distinciones individuales
| Distinción                                        | Año  |
| ------------------------------------------------- | ---- |
| Máximo Goleador del Torneo Clausura (12 goles)    | 2010 |
| Máximo Goleador de la Copa Libertadores (7 goles) | 2011 |

### Actualidad
Actualmente es entrenador del Club Cerro Porteño en las divisiones formativas, volviendo al club en donde tuvo mayor regularidad como futbolista.
Desde diciembre del 2018 es actual Gerente Deportivo del Club Cerro Porteño.